# Caucus
Caucus (svenska: nomineringsmöte) är ett ursprungligen amerikansk-engelskt ord som syftar på ett möte för sympatisörer eller medlemmar av ett politiskt parti eller annan rörelse. Begreppet har spritt sig från USA till Australien, Brasilien, Kanada, Nepal, Nya Zeeland och Sydafrika. Den exakta definitionen av begreppet varierar beroende på inom vilken politisk kultur det används.
I USA hålls inför presidentvalen ett caucus i Iowa strax före det första primärvalet, som hålls i New Hampshire i februari. Caucus och primärval fungerar ej på exakt samma vis men ofta används "primärval" om båda företeelserna i svensk medierapportering.
Caucus hålls i flera andra delstater än Iowa, t.ex. i Colorado, Hawaii och Nevada.